# Motukopake Island
Motukopake Island ist eine Insel im Hauraki Gulf, im Norden der Nordinsel von Neuseeland.

## Geographie
Motukopake Island befindet sich an der Westküste der Coromandel Peninsula, rund 7,5 km westnordwestlich von Coromandel. Die kürzeste Entfernung zum Festland zum Whaenga Point beträgt rund 2,9 km in Nordost-Richtung. Dazwischen befindet sich der Hautapu Channel.
Die Insel besitzt eine Länge von rund 770 m in Nordnordwest-Südsüdost-Richtung und eine maximale Breite von rund 250 m in Ost-West-Richtung. Sie kommt dabei auf eine Gesamtfläche von 13,4 Hektar. Die höchste Erhebung ist mit 62 m in der Mitte der Insel zu finden.
Waimate Island, als nächstliegende Nachbarinsel befindet sich in einem Abstand von 145 m in südwestlicher Richtung. Nach Nordwesten schließt sich nach rund 1,1 km Motuoruhi Island an und nach Westen nach 1,27 km Motukaramea Island. Im Norden von Motukopake Island kann man in Sichtweite von gut einem Kilometer die Insel Motumorirau Island finden und nach Osten in einer Entfernung von rund 2,5 km Motukakarikitahi Island, die auch Rat Island genannt wird.